# Oude Rijn (Utrecht e Olanda Meridionale)
L'Oude Rijn (tradotto in italiano: Vecchio Reno) è un fiume del delta del Reno, della Mosa e della Schelda nei Paesi Bassi che scorre nelle provincie di Utrecht e dell'Olanda Meridionale. Al giorno d'oggi la sua lunghezza è di 52 km.

## Geografia
La città di Utrecht fu fondata vicino a un guado situato nei pressi della biforcazione tra il fiume Kromme Rijn e il Vecht verso nord e l'Oude Rijn verso l'ovest. Dell'originale confluenza di questi fiumi poco rimane al giorno d'oggi e sia il Vecht che il Rijn incominciano dal fossato della città. Per i primi chilometri del suo percorso 
l'Oude Rijn è canalizzato e conosciuto con il nome di Leidse Rijn (Reno di Leida). Diventa l'Oude Rijn dopo il ponte ferroviario a Harmelen (municipalità di Woerden). Dopodiché fluisce verso ovest attraverso la località di Woerden dove il Linschoten parte verso sud e l'Oude Rijn forma parte del fossato cittadino.
Dopo Woerden si dirama verso nord il Grecht e l'Oude Rijn attraversa le località di Nieuwerbrug, Bodegraven, e Zwammerdam, dove il De Meije confluisce nell'Oude Rijn. All'altezza della città di Alphen aan den Rijn il corso d'acqua dell'Aar Canal (o Aarkanaal) sfocia nell'Oude Rijn nello stesso punto in cui il fiume Gouwe parte dall'Oude Rijn per dirigersi verso sud. Poi scorre vicino alle cittadine di Koudekerk aan den Rijn e Hazerswoude-Rijndijk (ambedue parte della municipalità di Rijnwoude).
Dopo Zoeterwoude-Rijndijk e Leiderdorp (dove termina il breve fiume Does) l'Oude Rijn scorre attraverso la città di Leida. In questo punto iniziano il Canale Reno-Schie (verso sud) e il torrente Zijl (verso nord). Il Nieuwe Rijn (Nuovo Reno) è una ramificazione che assieme all'Oude Rijn forma il sistema di fossati della città di Leida e ambedue le ramificazioni si ricongiungono appena dopo il centro della città.
Dopo che il torrente Korte Vliet sfocia nell'Oude Rijn il fiume continua attraverso le località di Valkenburg, Rijnsburg e Katwijk. A Katwijk aan den Rijn lo Oegstgeesterkanaal si unisce all'Oude Rijn. Da qui in poi il fiume è stato canalizzato, viene anche chiamato Uitwateringkanaal e sfocia nel Mare del Nord attraverso una stazione di pompaggio che previene che le alte maree ostruiscano la foce del fiume con dei sedimenti.

## Storia
Ai tempi dell'antica Roma l'Oude Rijn era il principale ramo del fiume Reno, era ben più largo e faceva parte del confine settentrionale dell'impero (Limes renano). Molti dei castella e castra costruiti a guardia del confine lungo il fiume si sono evoluti in città e villaggi, alcuni dei quali sono: Laurum (Woerden), Nigrum Pullum (Zwammerdam), Albaniana (Alphen aan den Rijn), Matilo (fra Leiderdorp e Leida), Praetorium Agrippinae (Valkenburg), e Lugdunum Batavorum (Katwijk aan Zee).
Nel medioevo fu usato per il trasporto di merce fluviale e su ambedue le sponde del fiume furono costruite delle strade per il rimorchio delle navi merci molte di queste strade al giorno d'oggi sono asfaltate e percorribili con l'automobile. Durante il corso del medioevo il fiume si riempì sempre più di sedimenti e perse tutta la sua importanza nel XVII secolo.

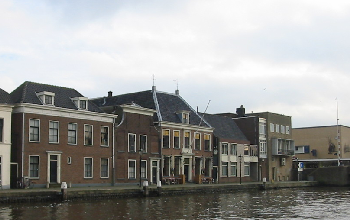
Case lungo l'Oude Rijn vicino Alphen aan den Rijn
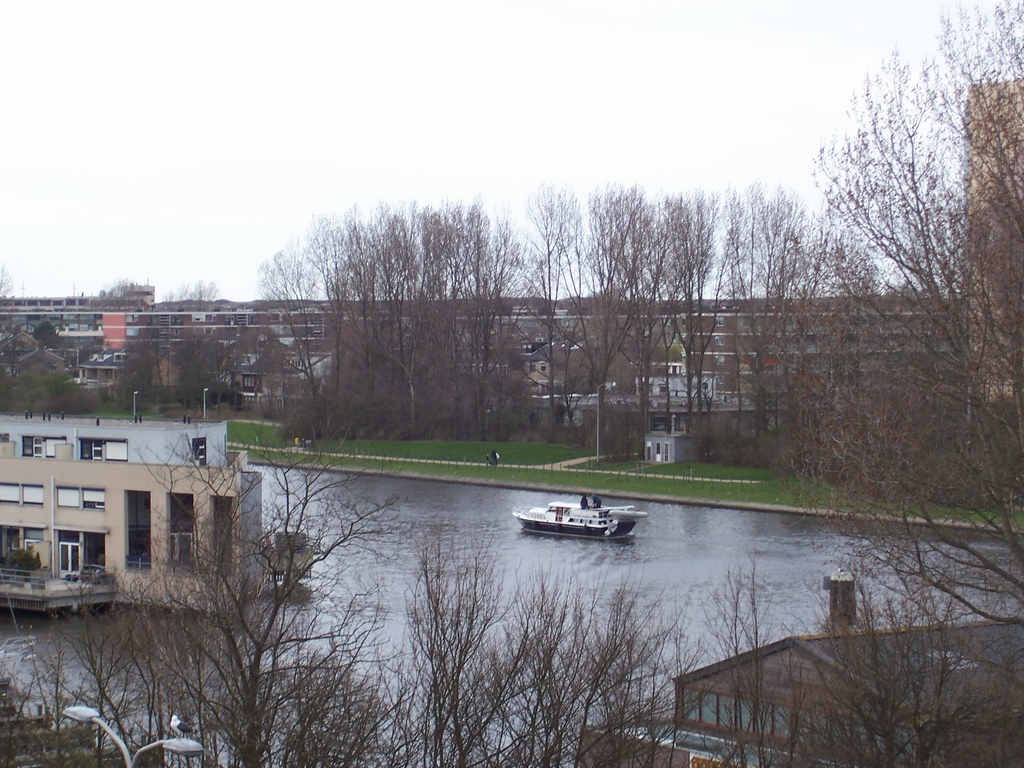
L'Oude Rijn a Katwijk, 1 km prima della sua foce: (Una Stazione di pompaggio che previene gli alti livelli d'acqua nell'entroterra.)